# 大花兔唇花
大花兔唇花（学名：Lagochilus grandiflorus），为唇形科兔唇花属下的一个植物种。其种加词“Grandiflorus”意为“大花的”。